# Dino Restelli
Dino Paolo Restelli (Saint Louis, 23 settembre 1924 – San Carlos, 8 agosto 2006) è stato un giocatore di baseball statunitense.
Soprannominato "Dingo", è nato a St. Louis, in Missouri, da genitori italiani, ma è cresciuto a San Francisco, in California, fine ha frequentato la Santa Clara University.

## Carriera
La sua carriera inizia alla fine del servizio militare nell'esercito degli Stati Uniti.
Dal 1944 ha giocato in Major League Baseball, dal 1949 ha giocato come esterno nel Pittsburgh Pirates.
Dopo la sua carriera di baseball, è diventato un ufficiale di polizia di San Francisco. In seguito si stabilì nella vicina San Carlos, California.